# Ferrovia Strasburgo-Basilea
La ferrovia Strasburgo-Basilea (in francese Ligne de Strasbourg-Bâle, in tedesco Bahnstrecke Strasbourg–Basel) è un'importante linea ferroviaria posta nell'est della Francia. Servendo importanti città, quali Strasburgo, Sélestat, Colmar, Mulhouse, Saint-Louis e Basilea. La linea ferroviaria valica il confine franco-svizzero nei pressi di Saint-Louis, congiungendosi con la FFS nella stazione di Basilea SNCF.

## Storia
La ferrovia è stata aperta a tratte dal 1840 al 1844.
La linea fu elettrificata in corrente alternata a 25 kV – 50 Hz nel 1957.

## Percorso
|  | Continuation backward | Continuation backward |  |

|  | Unknown route-map component "BHF-L" | Unknown route-map component "BHF-R" |  |

|  | Straight track | Unknown route-map component "ABZgl" | Unknown route-map component "CONTfq" |

| Unknown route-map component "CONTgq" | Junction both to and from right | Straight track |  |

|  | Small bridge over water | Small bridge over water |  |

| Unknown route-map component "CONTgq" | Unknown route-map component "KRZu" | Unknown route-map component "KRZu" | Unknown route-map component "CONTfq" |

|  | Unknown route-map component "CONTr+g" | Straight track |  |

|  | Unknown route-map component "CONTgq" | Unknown route-map component "ABZg+r" |  |

|  |  | Unknown route-map component "ABZg+l" | Unknown route-map component "CONTfq" |

|  | Station on track |

|  | Stop on track |

|  | Small bridge over water |

|  | Stop on track |

|  | Small bridge over water |

|  | Stop on track |

|  |  | Unknown route-map component "exCONTgq" | Unknown route-map component "eKRZu" | Unknown route-map component "exABZq+l" | Unknown route-map component "exCONTfq" |

|  |  | Station on track | Unknown route-map component "exKBHFe" |

|  | Stop on track |

|  | Stop on track |

|  | Station on track |

|  | Stop on track |

|  | Small bridge over water |

|  | Unknown route-map component "CONTgq" | Unknown route-map component "ABZg+r" |  |

|  | Unknown route-map component "CONTgq" | Unknown route-map component "ABZg+r" |  |

|  | Station on track |

|  | Unknown route-map component "eHST" |

|  | Stop on track |

|  | Unknown route-map component "eHST" |

|  | Small bridge over water |

|  | Unknown route-map component "eHST" |

|  |  | Unknown route-map component "eABZg+l" | Unknown route-map component "exCONTfq" |

|  | Unknown route-map component "CONTgq" | Unknown route-map component "ABZg+r" |  |

|  | Station on track |

|  | Unknown route-map component "STR+l" | Unknown route-map component "ABZgr" |  |

|  | One way leftward | Unknown route-map component "KRZo" | Unknown route-map component "CONTfq" |

|  | Unknown route-map component "eHST" |

|  | Stop on track |

|  | Small bridge over water |

|  | Stop on track |

|  | Stop on track |

|  | Stop on track |

|  | Unknown route-map component "exCONTgq" | Unknown route-map component "eABZg+r" |  |

|  | Stop on track |

|  | Stop on track |

|  | Small bridge over water |

|  | Stop on track |

|  | Stop on track |

| Unknown route-map component "CONTgq" | Unknown route-map component "ABZq+r" | Unknown route-map component "ABZg+r" |  |

|  | Unknown route-map component "mSTR+GRZq" | Straight track |  |

|  | Urban station on track | Station on track |  |

|  | Unknown route-map component "uWBRÜCKE1" | Small bridge over water |  |

|  | Urban straight track | Unknown route-map component "ABZgl" | Unknown route-map component "CONTfq" |

|  | Urban stop on track | Unknown route-map component "eHST" |  |

|  | Urban straight track | Unknown route-map component "ABZg+l" | Unknown route-map component "CONTfq" |

|  | Urban station on track | Station on track |  |

|  | Unknown route-map component "uCONTr+g" | Straight track |  |

|  |  | Unknown route-map component "hKRZWae" |

|  | Unknown route-map component "CONTgq" | Junction both to and from right |  |

|  | Station on track |

|  |  | Unknown route-map component "ABZgl" | Unknown route-map component "CONTfq" |

|  | Unknown route-map component "STR+l" | Unknown route-map component "ABZgr" | Unknown route-map component "CONTl+f" |

|  | One way leftward | Unknown route-map component "KRZu" | Unknown route-map component "ABZgr" |

|  |  | Unknown route-map component "ABZg+l" | One way rightward |

|  | Stop on track |

|  | Stop on track |

|  | Unknown route-map component "eHST" |

|  | Stop on track |

|  | Stop on track |

|  | Unknown route-map component "exCONTgq" | Unknown route-map component "eABZg+r" |  |

|  | Stop on track |

|  | Station on track |

|  |  | Unknown route-map component "ABZgl" | Unknown route-map component "CONTfq" |

|  | Restricted border on track |

|  | Stop on track |

|  |  | Unknown route-map component "eABZgl" | Unknown route-map component "exSTR+r" |

|  |  | Enter and exit tunnel | Unknown route-map component "exSTR" |

|  |  | Enter and exit tunnel | Unknown route-map component "exSTR" |

|  |  | Unknown route-map component "eABZg+l" | Unknown route-map component "exABZgr" |

|  |  | Straight track | Unknown route-map component "exKBHFe" |

|  | Unknown route-map component "SPLa" |

|  | Unknown route-map component "vBHF-KBHFe" |

|  | Unknown route-map component "SHI1+r" |

|  | Station on track |

|  | Continuation forward |